# Напис князя Олексія
Напис князя Олексія або будівельний напис Олексія — усталена назва історичного артефакту XV століття, що являє собою вапнякову плиту з вибитим написом грецькою мовою, що розповідає про будівництво правителем Феодоро фортеці й храмів, прикрашена двома гербами: з двоголовим орлом, хрестом; пам'ятник зберігається у фондах лапідарію Бахчисарайського палацу-музею.

## Опис
Пам'ятник є кам'яною плитою, виготовленою з нумулітового вапняку (Василь Латишев наприкінці XIX століття вважав, що з білого мармуру) розмірами 44,0 на 133,0 на 19,5 (17,0) см, з прямокутним у перерізі пазом довжиною 102 см (для кріплення при монтажі) з тильного боку 14 см від лицьової частини. Передня і нижня сторони були ретельно вирівняні та відшліфовані при підготовці плити, до гравіювання напису, вирізаного на глибину 0,4 см. Мабуть, при встановленні плити на місце з'ясувалося, що вона не входить у призначену нішу та загладжену нижню грань по зовнішньому краю підрубали зубилом-зубаткою на ширину близько 5 см і глибину 7-7,5 см. Судячи за формою плити гніздо для її вставки мало трапецієподібну форму. Текст, вибитий на плиті говорить
ср.-грец. Ἐκτήσθη ὁ ναὸς οὗτος σὺν το͂ εὐλογημένο κάστρῳ, ὃ νῦν ὁρᾶται, ὑπὸ ἡμερῶν κυροῦ Ἀλεξίου, αὐθέντου πόλεως Θεοδώρους καὶ παραθαλασίας καὶ κτήτωρ τῶν ἁγίων ἐνδόξων θεοστέπτων μεγάλων βασιλέων καὶ εἰσαποστόλων Κωνσταντίνου καὶ Ἑλένης μηνὶ Ὀκτοβρί̣[ῳ][..]´, ἰνδηκτηο͂νος ἕκτης, ἔτους ͵ςϠλς
що, в перекладі Василя Латишева, виглядає так
Збудований храм цей із благословенною фортецею, що нині бачиться, за днів пана Олексія, володаря Феодоро та помор'я і ктитора святих славних, боговенчанних, великих царів рівноапостольних Костянтина та Олени в місяці жовтні, індикту шостого, літа 6 936
Плита також прикрашена центром номограмою від імені грец. Ἀλέξιος і двома гербами: зліва — витягнутий хрест в овальному щиті, подібний до генуезьких і причина його знаходження в написі, і взагалі, приналежність до княжого роду неясна; висловилася думка, що запозичивши генуезький герб, Олексій заявляв про свої права на генуезькі володіння в Криму (припускають, що селища округи Лусти в останні десятиліття існування генуезьких колоній не входили в їхню юрисдикцію і що влада Феодоро в ці роки поширилася на всю Готію до кордонів консульства Солдайського). З правого боку зображений двоголовий орел, точніше, половина двоголового орла, з приводу чого Микола Рєпніков вказував, що правий край просто відбитий (у п'ятому рядку написи також втрачено 2 останні літери). На думку істориків, герб міг вказувати на спорідненість князя з Валеологами.

## Історія
Місце і час виявлення плити не встановлено: передбачається, що вона була знайдена між 1803 і 1805 роком. Вперше пам'ятник був опублікований, у вигляді малюнка, Павлом Сумароковим, у II томі праці «дозвілля Кримського судді, або друга подорож до Тавриди», який, за відомостями Івана Стемпковського, поширенимиПетром Кеппеном, бачив його в маєтку СаблаТаврійського губернатора Андрій Бороздіна (Олександр Бертьє-Делагард, говорячи про малюнок плити у Сумарокова, також був переконаний, що мандрівник бачив її не в стіні церкви, а вже знятою, в якомусь іншому місці, оскільки з встановленої плити такий докладний малюнок зробити неможливо). Сам Сумароков роз'яснень з цього приводу свого часу не зробив. На думку Кеппена артефакт раніше знаходився в Інкермані (Каламіта), звідки був, невідомо ким, вивезений в Саблу (у 1890 році плита, з маєтку, була передана до музею Таврійської вченої архівної комісії). Версії про початкове інкерманське знаходження плити дотримувався Олександр Бертьє-Делагард, посилаючись на повідомлення майора Густава Штрандмана з армії Василя Долгорукова від 1771 року, що бачив над воротами біля входу в Інкерманського монастиря якийсь напис, прочитати яку не міг, а мабуть, записав зміст з чиїхось слів (особливого сенсу в переказаному майором тексті немає). Ця звістка і спонукала вченого відстоювати інкерманське Походження плити. Таку думку домінувало зв'язку з тим, що в XIX столітті фортеця Феодоро ототожнювали з Інкерманом і тільки після роботи Пилипа Бруна «Чорноморські готи й сліди довгого їх перебування в Південній Росії» 1880 року столицю князівства локалізували на Мангупі. Місцем же початкового знаходження плити довго продовжували вважати Каламіту: ще в капітальній праці 1990 року «Фортечний ансамбль Мангупа» А. Г. Герцен висловлював думку, що плита спочатку перебувала в Інкермані і лише в роботі 2006 року вчений писав, що плита перебувала на Мангупі й висловлює припущення, виходячи зі змісту, могла перебувати над воротами в цитадель, що аргументовано заперечує Володимир Кирилко, який вважає, що плита була архітрав, що перекривав дверний отвір і, за розмірами, могла перебувати в одному з храмів.
За результатами розкопок 1997–2005 років група істориків під керівництвом Герцена вважає за можливе первісне знаходження плити або в Октагональному храмі, або в церкві Костянтина та Олени (що узгоджується з версією Василя Латишева). Проти такого висновку не заперечують і наукові опоненти Герцена Кирилка та Мица, на користь чого говорить відповідність паза на нижньому тильному краю каменю розмірам вхідного отвору дверей за заплічниками. Версію про походження артефакту з Октагонального храму, де плита була встановлена над дверима, в одній із робіт та ж висловлює Віктор Миц.